# Tommaso Martinelli
Pour les articles homonymes, voir Martinelli et Tommaso Maria Martinelli.
Tommaso Martinelli, né le 6 janvier 2006 à Bagno a Ripoli, est un footballeur italien qui joue au poste de gardien de but à la Fiorentina.

## Biographie

### Carrière en club
Tommaso Martinelli est né à Bagno a Ripoli en Italie, dans la périphérie de Florence, ville où il grandit et commence à jouer au club amateur de l'US Sales, avant de rejoindre en 2014 la Fiorentina, où il commence sa carrière professionnelle en championnat d'Italie, intégré à l'équipe première dès 2023 par Vincenzo Italiano,,, lors d'une saison 2022-23 où il s'illustre en primavera, atteignant la finale de la coupe puis du championnat, et remportant la supercoupe avec l'équipe de jeune,.
Il joue son premier match avec l'équipe première du club le 2 juin 2024, lors d'une victoire 2-3 à l'extérieur en championnat contre l'Atalanta,. Malgré la pression de ses débuts, il s'illustre déjà avec des parades décisives,.
Lors de la saison suivante, il continue à évoluer dans le groupe professionnel, troisième gardien derrière David de Gea, qu'il prend en modèle, et le vétéran Pietro Terracciano, il signe un nouveau contrat avec son club, jusqu'en 2029, considéré alors comme une des grande promesses italiennes à son poste,,.
Le 12 décembre 2025, il fait ses débuts en Ligue Conférence contre les autrichiens du LASK comme titulaire,. Il s'illustre en gardant sa cage de but inviolé lors de cette victoire 7-0,, qui permettra à la viola de se qualifier directement pour les huitième de finale d'une compétition dont elle atteint par la suite le dernier carré.

### Carrière en sélection
Martinelli est international junior avec l'Italie dès les moins de 16 ans, faisant également partie des jeunes convoqué par le sélectionneur de l'équipe d'Italie senior en décembre 2022,,,.
Il continue ensuite à progresser dans les rangs des équipes de jeunes italiennes, jusqu'aux moins de 19 ans à partir de l'été 2024,.

## Palmarès
Fiorentina
- Supercoupe Primavera
  - Vainqueur en 2022 (it)